# Volba izraelského prezidenta 2021
Nepřímá volba izraelského prezidenta se konala 2. června 2021. Prezidenta Izraele volí poslanci Knesetu na jedno sedmileté funkční období. Dosavadní prezident Re'uven Rivlin, který byl ve funkci od 24. července 2014, nemohl být znovu zvolen.
Prezidentská funkce je z větší části ceremoniální a má jen malou reálnou moc. Hlavní úlohou prezidenta je setkávat se s předsedy jednotlivých stran po parlamentních volbách, aby projednali nominaci na premiéra a pověřili sestavením vlády toho kandidáta, kterého považují za nejschopnějšího.
Volby se vyznačovaly několika prvenstvími. Žádný z kandidátů není současným poslancem Knesetu a oba kandidují jako nestranní. Kromě toho by se Miriam Perec stala první ženou v čele Izraele, zatímco vítězství Jicchaka Herzoga by z něj učinilo první dítě bývalého prezidenta, které by bylo zvoleno prezidentem.
Jicchak Herzog byl zvolen jedenáctým prezidentem Izraele, když pro něj hlasovalo 87 poslanců Knesetu, což byla největší většina, jakou kdy kandidát získal. Předchozí rekord byl 86 hlasů, který drželi Zalman Šazar (1968), Jicchak Navon (1978) a Šimon Peres (2007, ve druhém kole). Ve všech třech případech kandidáti neměli protikandidáta (v případě Perese jeho protikandidáti pro druhé kolo vypadli).
Inaugurace Herzoga proběhla 7. července. Přísahu složil na slavnostním ceremoniálu v Knesetu, kde složil přísahu na stejnou 107 let starou Bibli, kterou použil jeho otec Chajim Herzog při svém nástupu do funkce prezidenta v roce 1983.

## Pozadí
Dne 9. července 2021 by měl skončit sedmiletý mandát prezidenta Re'uvena Rivlina, který lze podle Základního zákona: Prezident státu vykonávat pouze jedenkrát. Termín volby určí předsednictvo Knesetu, které musí svolat plénum 120 poslanců Knesetu a v tajném hlasování zvolit jedenáctého prezidenta. Podle zákona bude datum voleb stanoveno třicet až devadesát dní před koncem funkčního období končícího prezidenta, ale vzhledem k tomu, že volby do 24. Knesetu se konají v blízkosti tohoto rozmezí, a vzhledem k zákonné povinnosti vyhlásit datum voleb o tři týdny dříve, je nejbližší možný termín voleb 69 dní před koncem Rivlinova funkčního období, tedy 27. dubna.
Dne 22. dubna 2020 předložila poslankyně Knesetu Merav Micha'eli za Stranu práce návrh zákona, který stanoví, že podezřelý nebo obviněný z trestného činu nebude moci kandidovat na prezidenta. Cílem návrhu zákona bylo zajistit, aby izraelský premiér Benjamin Netanjahu, který je obviněn z trestných činů, nemohl kandidovat na post prezidenta. Zákon nakonec nebyl přijat.
Dne 24. května 2021 pohrozila předsedkyně organizačního výboru, poslankyně Knesetu Karin Elhararová za stranu Ješ atid, že odmítne vypsat prezidentské volby. Spor vznikl poté, co předseda Knesetu Jariv Levin zablokoval všechny návrhy zákonů poslanců, protože se obával, že by mohly projít návrhy zákonů namířené proti Netanjahuovi, jako například zákon, který brání tomu, aby osoba, která čelí obvinění z trestného činu, vykonávala funkci premiéra. Ješ atid se domnívá, že odložení nebo zrušení prezidentských voleb je jediným způsobem, jak přinutit Likud k hlasování a dosáhnout toho, aby se o jejich zákonech hlasovalo v Knesetu. V případě, že k volbám nedojde, bude prezidentem dočasně jmenován Jariv Levin z Likudu.

## Postup
Volby probíhají v Knesetu, přičemž každý člen má jeden hlas. Volby probíhají dvoukolovým systémem. Pokud kandidát nezíská v prvním kole většinu hlasů, koná se druhé kolo.
Kandidovat na prezidenta může každý izraelský občan. V listopadu 2013 generální prokurátor Jehuda Weinstein rozhodl, že kandidáti nebudou moci shromažďovat prostředky na financování své kampaně.

## Kandidáti
Oficiální kandidatura vyžaduje souhlas deseti poslanců Knesetu. Do 20. května (poslední termín) získali podporu 10 a více poslanců Knesetu pouze dva lidé:
- Jicchak Herzog:[18] předseda Židovské agentury pro Izrael,[19] bývalý vůdce opozice.[20] Získal 27 podpisů od poslanců všech stran v Knesetu kromě arabských.[21]
- Miriam Perec: pedagožka a řečnice.[18] Získala podporu 11 poslanců Knesetu.[22]

### Neúspěšní kandidáti
- Josef Abramovic: „průkopník solární energie“[18][23]
- Micha'el Bar Zohar: bývalý poslanec Knesetu za stranu Ma'arach a Stranu práce.[18] Dne 19. května se kandidatury vzdal a podpořil Herzoga.[24]
- Jehoram Ga'on: zpěvák a herec.[18] Dne 19. května se kandidatury vzdal.[25]
- Jehuda Glick: bývalý poslanec Knesetu za stranu Likud. Na kandidátní listině Likudu pro volby do 24. Knesetu se umístil na 43. místě. Dne 19. května se vzdal kandidatury.[26]
- Elcham Chazen: lékárnice, bývalá vedoucí oddělení Kachol lavan pro ženy v arabské společnosti a bývalá kandidátka Strany práce.[27]
- Amir Perec: bývalý předseda Strany práce a bývalý ministr ekonomiky a průmyslu. Bývalý ministr obrany a bývalý starosta města Sderot.[28] Dne 5. května se kandidatury vzdal.[29]
- Šim'on Šitrit: první kandidát, který oznámil zájem kandidovat, profesor práva a bývalý ministr a poslanec Knesetu za Stranu práce.[18] Na kandidátní listině Strany práce pro volby do 24. Knesetu se umístil na 68. místě.

## Průzkumy veřejného mínění
Ačkoli veřejnost nemohla ve volbách hlasovat, byly provedeny průzkumy veřejného mínění, aby se zjistila podpora kandidátů ze strany veřejnosti.
| Průzkumník   | Datum           | Miriam Perec | Jicchak Herzog | nikdo  | nerozhodně |
| ------------ | --------------- | ------------ | -------------- | ------ | ---------- |
| Direct Polls | 21. května 2021 | 49,05 %      | 38,36 %        | 6,88 % | 5,71 %     |

| Průzkumník                    | Datum          | Miriam Perec | Jehoram Ga'on | Jicchak Herzog | Amir Perec | Juli-Joel Edelstein | Šim'on Šitrit | Jehuda Glick | Benjamin Netanjahu |
| ----------------------------- | -------------- | ------------ | ------------- | -------------- | ---------- | ------------------- | ------------- | ------------ | ------------------ |
| Kol Ha'ir                     | 1. ledna 2021  | 27,7 %       | 16,4 %        | 11,6 %         | 8,4 %      | 8,4 %               | 4 %           | 3,1 %        | -                  |
| Dvacátá stanice               | 11. října 2020 | 50 %         | -             | -              | 10 %       | 9 %                 | 5%            | 3 %          | 23 %               |
| Dvanáctá stanice/Direct Polls | 3. srpna 2020  | 44 %         | -             | 18 %           | 9 %        | 14 %                | -             | -            | -                  |

## Výsledky
| Kandidáti                 | Kandidáti                 | Strana                    | Hlasů | %     |
| ------------------------- | ------------------------- | ------------------------- | ----- | ----- |
|                           | Jicchak Herzog            | nestraník                 | 87    | 76,31 |
|                           | Miriam Perec              | nestraník                 | 26    | 23,68 |
| Celkem                    | Celkem                    | Celkem                    | 113   | 100   |
| Platné hlasy              | Platné hlasy              | Platné hlasy              | 113   | 94,96 |
| Neplatné/nevyplněné hlasy | Neplatné/nevyplněné hlasy | Neplatné/nevyplněné hlasy | 6     | 5,04  |
| Celkem                    | Celkem                    | Celkem                    | 119   | 100   |
| Zapsaní voliči/účast      | Zapsaní voliči/účast      | Zapsaní voliči/účast      | 120   | 99,17 |

Jediným poslancem Knesetu, který nehlasoval, byl Mansúr Abbás.